# Списак српских тренера у НБА
На овом списку наведени су српски кошаркашки тренери који су радили у клубовима из Националне кошаркашке асоцијације (НБА).
Игор Кокошков је 2000. године постао први стални помоћни тренер који није долазио из Сједињених Америчких Држава у НБА лиги. Четири године касније постао је први страни помоћник који је освојио шампионат а 2006. први странац који је био део стручног штаба на НБА ол-стар утакмици. Потписавши уговор са Финикс сансима 2018. године, Кокошков је постао први европски тренер који је добио стални посао главног тренера у неком клубу из НБА.
Тројица тренера из Србије освојила су НБА прстен: Кокошков као помоћник с Детроит пистонсима 2004, Дејан Милојевић као помоћник с Голден Стејт вориорсима 2022. и Огњен Стојаковић као помоћник с Денвер нагетсима 2023. године.

## Списак
| * | Тренер који је и даље у НБА лиги |

Напомена: подаци су важећи закључно са 16. јулом 2025.
| Тренер             | Каријера у НБА | Сезона/е | Постигнућа                                       | Извор  |
| ------------------ | --- | -------- | ------------------------------------------------ | ------ |
| Александар Џикић   | - Помоћни тренер у Минесоти тимбервулвсима (2005—2006) | 2        | —                                                | [ 5 ]  |
| Игор Кокошков      | - Помоћни тренер у Лос Анђелес клиперсима (2000—2002) - Помоћни тренер у Детроит пистонсима (2003—2007) - Помоћни тренер у Финикс сансима (2008—2012) - Помоћни тренер у Кливленд кавалирсима (2013—2014) - Помоћни тренер у Орландо меџику (2014—2015) - Помоћни тренер у Јути џез (2015—2018) - Главни тренер у Финикс сансима (2018—2019) - Помоћни тренер у Сакраменто кингсима (2019—2020) - Помоћни тренер у Далас мавериксима (2021—2022) - Помоћни тренер у Бруклин нетсима (2022—2023) - Помоћни тренер у Атланта хоксима (2023—2025) | 25       | - Првак (2004) - Учесник ол-стар утакмице (2006) | [ 6 ]  |
| Дејан Милојевић    | - Помоћни тренер у Голден Стејт вориорсима (2021—2024) | 3        | - Првак (2022)                                   | [ 7 ]  |
| Дарко Рајаковић *  | - Помоћни тренер у Оклахома Сити тандеру (2014—2019) - Помоћни тренер у Финикс сансима (2019—2020) - Помоћни тренер у Мемфис гризлисима (2020—2023) - Главни тренер у Торонто репторсима (2023—данас) | 11       | - Учесник ол-стар утакмице (2014)                | [ 8 ]  |
| Иво Симовић *      | - Помоћни тренер у Торонто репторсима (2023—данас) | 1        | —                                                | [ 9 ]  |
| Огњен Стојаковић * | - Помоћни тренер у Денвер нагетсима (2016—2018) - Помоћни тренер у Денвер нагетсима (2022—данас) | 5        | - Првак (2023) - Учесник ол-стар утакмице (2023) | [ 10 ] |
| Ненад Трајковић    | - Помоћни тренер у Финикс сансима (2010—2011) | 1        | —                                                | [ 11 ] |